# Marmota siberiana
La marmota siberiana (Marmota sibirica) és una espècie de rosegador de la família dels esciúrids. Viu a la Xina, Mongòlia i Rússia. S'alimenta d'herba i plantes llenyoses com ara l'artemísia. Els seus hàbitats naturals són les estepes obertes, les zones semidesèrtiques, els boscos-estepa, els pendents de muntanya i les valls. Està amenaçada per la seva caça furtiva i per brots de pesta.